# کلوین ملور
کلوین ملور (انگلیسی: Kelvin Mellor؛ زادهٔ ۲۵ ژانویهٔ ۱۹۹۱) بازیکن فوتبال اهل بریتانیا است.
از باشگاه‌هایی که در آن بازی کرده‌است می‌توان به باشگاه فوتبال نانت‌ویچ، باشگاه فوتبال استافورد رانجرز، باشگاه فوتبال کرو آلکساندرا، باشگاه ورزشی وستمانایا، باشگاه فوتبال نیوکاسل تاون، باشگاه فوتبال لیک تاون، و باشگاه فوتبال پلیموث آرگیل اشاره کرد.